# فرودگاه بین‌المللی ونوستیانو کارآنسا
فرودگاه بین‌المللی ونوستیانو کارآنسا  (به انگلیسی: Venustiano Carranza International Airport)  یک فرودگاه همگانی  با کد یاتا LOV است که یک باند فرود آسفالت دارد و طول باند آن ۲۱۰۰ متر است. این فرودگاه در  کشور مکزیک قرار دارد و در ارتفاع ۵۶۸ متری از سطح دریا واقع شده است.